# Plectris curticollis
Plectris curticollis är en skalbaggsart som beskrevs av Frey 1967. Plectris curticollis ingår i släktet Plectris och familjen Melolonthidae. Inga underarter finns listade i Catalogue of Life.